# Francesco Corsini
Francesco Corsini (Città di Castello, 1º gennaio 1979) è un ex pallavolista italiano.

## Career
Nato nella cittadina umbra di Città di Castello, da giovane abitò per otto anni in Trentino, precisamente a Spiazzo, in Val Rendena.
La sua carriera pallavolistica iniziò negli anni novanta, e la prima affermazione arrivò nelle file del Volley Forlì, dove esordì nei campionati professionistici. Nel 2003 iniziò la sua lunga militanza in Serie A2, dove restò fino al 2008. Nella Marconi Volley (pallavolo maschile), nella stagione 2007-2008 si impose come secondo centrale per punti realizzati della categoria.
La sua militanza in A2 terminò nel dicembre 2008, quanto venne ingaggiato dal Taranto Volley come terzo centrale. L'infortunio di José Luis Moltó, però, lo lanciò nella formazione titolare, collezionando alla fine della stagione ben 71 punti. Proprio l'ottima prova contro i campioni d'Italia in carica della Trentino Volley convinsero l'allenatore bulgaro Radostin Stojčev a volerlo per la stagione 2009-2010 nelle file dei suoi. Nell'anno trascorso a Trento vinse la Coppa del Mondo per club, la Coppa Italia ed infine la Champions League.
Il desiderio di essere impiegato più frequentemente in campo lo convinsero a trasferirsi, per la stagione 2010-2011, nella M. Roma Volley. L'anno successivo scese di categoria, che vinse con la maglia della Sir Safety Perugia; la stagione seguente, però, non risalì in Serie A1, e si confronto nuovamente con la serie cadetta nelle file della squadra di Matera.
Per la stagione 2013-14 è ingaggiato dal Odbojkaški Klub Mladost Marina Kastela, squadra militante nel campionato croato.

## Palmarès

### Club
- Campionato croato: 1

2013-14
- Coppa Italia: 1

2009-10
- Campionato mondiale per club: 1

2009
- Champions League: 1

2009-10
- Coppa Italia di Serie A2: 1

1998-99